# Jacqueline Otchere
Pour les articles homonymes, voir Otchere.
Jacqueline Otchere (née le 5 mai 1996 à Heidelberg) est une athlète allemande spécialisée dans le saut à la perche.

## Formation
Otchere est étudiante en sciences de la vie à l'université de Heidelberg.

## Carrière sportive
À l'âge de huit ans, Otchere a commencé l'athlétisme avec ses frères Julian et Colin à l'ASV Eppelheim près de Heidelberg, puis ils sont partis au MTG Mannheim (de), où Jacqueline a sprinté et a sauté en tant qu'étudiante dans les groupes d'âge W14 et W15.
Des problèmes au niveau du tibia en 2015 l'empêchent de se rendre au camp d'entraînement avec le groupe de sprint MTG Mannheim, mais voulant garder la forme, elle accompagne son frère Julian, qui avait deux ans de moins, à l'entraînement au saut à la perche.
Fin 2016, elle est prudente et n'atteint pas la norme pour les Championnats d'Allemagne de la Jeunesse (de). À la fin de l'année, Otchere n'était pas parmi les meilleurs du classement DLV 40.
En 2017, Otchere a terminé 8e au Championnat universitaire intérieur allemand à Francfort-Kalbach. À l'extérieur, elle s'est améliorée de 70 cm au cours de l'année   avec4,30   m. Aux Championnats d'Allemagne juniors (de) U23 à Leverkusen, elle a pris la 5e place et elle a pris le 6e au Championnat d'Allemagne (de) à Erfurt. Dans le classement allemand, elle atteint la douzième place.
En 2018, Otchere a pris la 5ᵉ place aux Championnats d'Allemagne en salle (de) à Dortmund. À Heilbronn, elle est devenue championne d'Allemagne des moins de 23 ans avec un record personnel de 4,45 m et avec cette hauteur, elle atteint la norme pour les Championnats d'Europe à Berlin. Lors de la Coupe du monde d'athlétisme à Londres, elle passe 4,60 m. À Nuremberg, Otchere est devenue championne allemande et a obtenu la qualification pour les championnats d'Europe 2018, où elle a été éliminée lors des qualifications. À la fin de l'année, elle atteint 4,60 m, soit le meilleur résultat allemand. Son ascension dans la meilleure liste mondiale est également claire (2016 : rang 778 ; 2017 : rang 108 ; 2018 : rang 23).
Otchere n'a pas participé à la saison en salle en 2019, car le début des Championnats d'Europe en salle à Glasgow n'était pas au centre de ses objectifs, mais plutôt des plans à long terme en vue des Jeux Olympiques de Tokyo. Dans la saison en plein air, elle a remporté le bronze aux Championnats d'Allemagne. Cependant, l'été a été entravé par des blessures mineures et ses études.

## Structures et entraîneurs
Jacqueline Otchere commence pour MTG Mannheim, auparavant, elle était étudiante avec ses frères à l'ASV Eppelheim . Son premier entraîneur était Michaela Günther.

## Famille
Otchere est la fille d'un couple germano-Ghanéen. Ses deux frères sont également des athlètes, Colin a sprinté et Julian (mort 2020) était un perchiste.

## Meilleures performances
Développement des performances
| année | salle  | plein air |
| ----- | ------ | --------- |
| 2014  | -      | 3,21 m    |
| 2015  | -      | 3,61 m    |
| 2016  | -      | 3,60 m    |
| 2017  | 3,50 m | 4,30 m    |
| 2018  | 4,30 m | 4,60 m    |
| 2019  | -      | 4,46 m    |
| 2020  |        |           |

Meilleures performances
(à la date du 19 février 2020)
- Salle: 4.30 m ( meeting en salle, Sindelfingen, 27 janvier 2018)
- Extérieur: 4,60 m ( Coupe du monde d'athlétisme, Londres, 14 juillet 2018)

## Palmarès
national
- 2017: 8e place au championnat universitaire allemand[2]
- 2017: 5e place Championnat d'Allemagne Junior U23
- 2017: 6e Championnats allemands
- 2018: 5e place des championnats allemands en salle
- 2018: Championne d'Allemagne U23
- 2018: championne d'Allemagne
- 2019: 3e aux Championnats allemands

international
- 2018: 4e place Coupe du monde d'athlétisme
- 2018: 17e place Championnat d'Europe